# 遼東学院

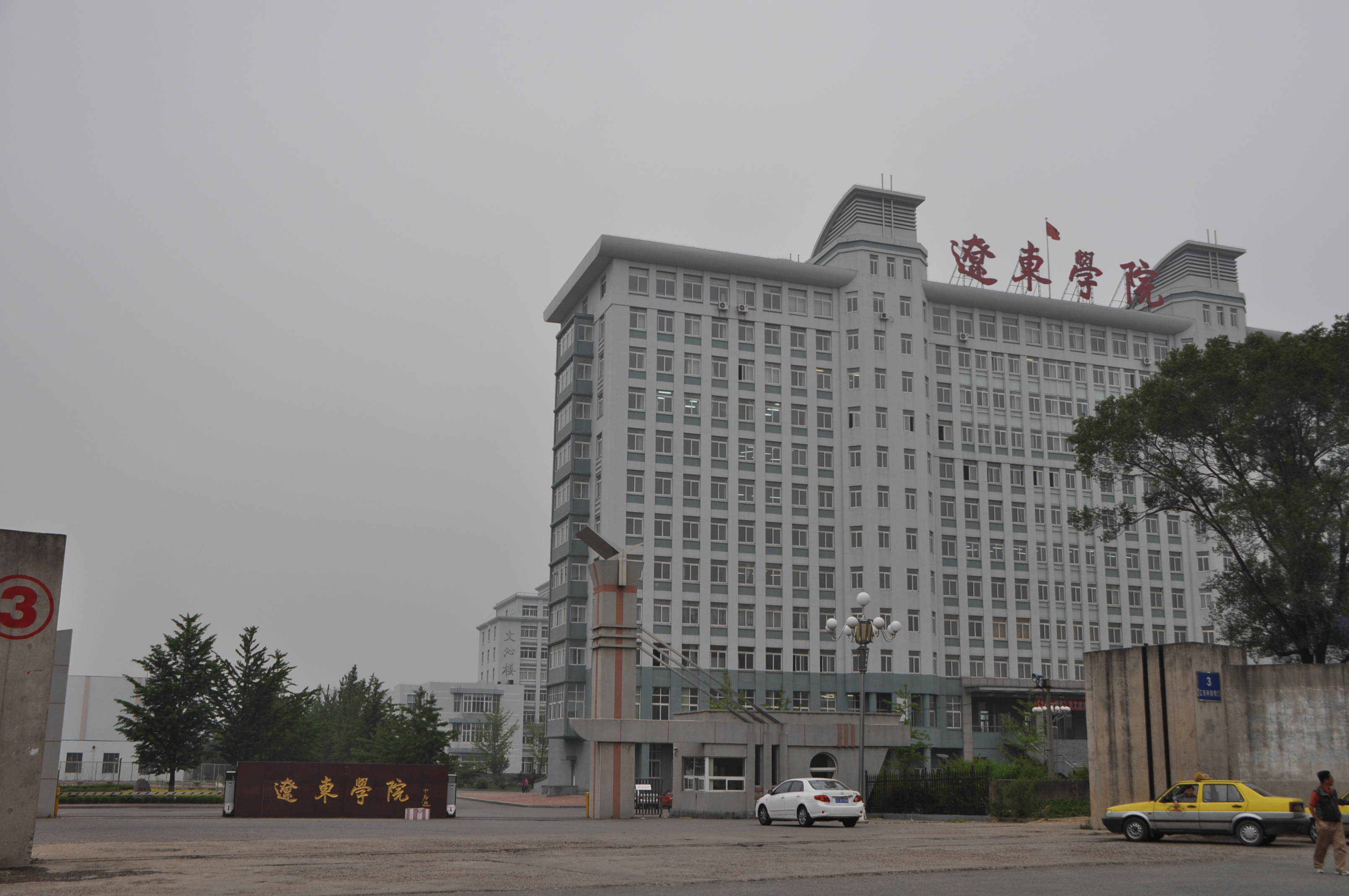
遼東学院

遼東学院（りょうとうがくいん、中国語: 辽东学院）は中国遼寧省丹東市にある大学で、鴨緑江のほとりにあり、在学生は一万七千人である。2003年4月、旧遼寧財政高等専科学校と丹東職業技術学院が合併してできた大学である。  